# Transporte en Europa

Mapa de Europa que muestra estados, ferrocarriles, vías navegables, carreteras (rutas postales) y transbordadores. No incluye el norte de Escandinavia. Meridiano de origen: París. Firmado en tinta en el reverso: Millard Fillmore, 12 de febrero de 1866

El transporte en Europa se ocupa de las necesidades de movilidad de aproximadamente 700 millones de personas y su carga asociada. La geografía política de Europa divide el continente en más de 50 estados y territorios soberanos. Esta fragmentación, junto con un mayor movimiento de personas desde la revolución industrial, ha llevado a un alto nivel de cooperación entre los países europeos en el desarrollo y mantenimiento de redes de transporte. Las organizaciones supranacionales e intergubernamentales como la Unión Europea (UE), Consejo de Europa y la OSCE han dado lugar a la elaboración de normas y acuerdos internacionales que permiten a las personas y de carga para cruzar las fronteras de Europa, en gran medida con niveles únicos de la libertad y facilidad.
Carretera, ferrocarril, transporte aéreo y el agua son frecuentes e importantes de toda Europa. Europa fue el lugar del mundo con los primeros ferrocarriles y autopistas y ahora es la ubicación de algunos de los puertos y aeropuertos más activos del mundo. El espacio Schengen permite el viaje sin control en frontera entre 25 países europeos. El transporte de carga tiene un alto nivel de compatibilidad intermodal y el Espacio Económico Europeo, permite la libre circulación de mercancías a través de 30 estados.

## Unión Europea
En el Papel Blanco sobre Transporte 2050, la Unión Europea establece que:
- No habrá coches de combustión en el centro de las ciudades para 2050, con el objetivo intermedio de que en 2030 la mitad de los vehículos sean eléctricos
- Un 40 % de corte de emisiones de barcos y un uso del 40 % de combustibles de bajo carbono en aviación
- Y un cambio de un 50 % de viajes de media distancia, tanto de pasajeros como de mercancías, desde la carretera al tren y otros modos de transporte

Se prevé la creación de una Área Única de Transporte Europeo.